# Cohennoz
Cohennoz ist eine französische Gemeinde mit 140 Einwohnern (Stand 1. Januar 2022) im Département Savoie in der Region Auvergne-Rhône-Alpes. Sie gehört zum Kanton Ugine im Arrondissement Albertville.

## Geographie
Cohennoz liegt in den Westalpen im Tal des Arly, etwa 56 Kilometer südöstlich der Stadt Genf und 49 Kilometer nordöstlich der Präfektur Chambéry (beides Luftlinie). Die Nachbargemeinden sind (von Norden im Uhrzeigersinn beginnend) Crest-Voland, Hauteluce, Villard-sur-Doron und Ugine.
Das Dorf befindet sich auf rund 910 m in einer steilen Hanglage des Mont Bisanne, ein 1941 m hoher Berg am Rand des Massif du Beaufortain. Unterhalb des Dorfes bildet der Hang zusammen mit dem gegenüberliegenden Mont Charvin die Schlucht des Arly, dessen Flussbett gleichzeitig die Westgrenze der Gemeinde Cohennoz markiert. Das Gemeindegebiet umfasst etwa sechs Kilometer des Arly-Tals auf seiner Ostseite und ragt nur wenig ins Massif du Beaufortain hinein, so dass die unterhalb des Mont Bisanne-Gipfels verlaufende Ostgrenze gleichzeitig den höchsten Punkt der Gemeinde markiert.
Der Dorfkern besteht nur aus wenigen Häusern und der Pfarrkirche. Stattdessen ist der Weiler Le Cernix, der sich mit der Nachbargemeinde Crest-Voland die Talschulter des Mont Lachat teilt und Zugang zum Wintersportgebiet bietet, deutlich stärker bebaut. Les Chandelières ist ein weiterer Weiler auf der halben Strecke zwischen Cohennoz und Le Cernix. Das Gemeindegebiet ist bis auf die unmittelbare Umgebung der Häuser und die Skipisten oberhalb von Le Cernix fast vollständig bewaldet.

## Bevölkerung
Mit 140 Einwohnern (Stand 1. Januar 2022) gehört Cohennoz zu den kleinsten Gemeinden Savoyens. Die kontinuierliche Landflucht und Emigration während des 19. und 20. Jahrhunderts trafen Cohennoz besonders schwer und reduzierten die
Einwohnerzahl um mehr als einen Faktor vier. Erst der Alpentourismus bot wieder genug Perspektiven, um diesen Trend umzukehren. Die Ortsbewohner von Cohennoz heißen auf Französisch Cohennerain(e)s.
| Jahr                       | 1800 | 1836 | 1866 | 1901 | 1921 | 1946 | 1962 | 1982 | 1990 | 1999 | 2006 | 2016 |
| Einwohner                  | 434  | 380  | 341  | 292  | 238  | 200  | 117  | 95   | 121  | 138  | 156  | 162  |
| Quellen: Cassini und INSEE |      |      |      |      |      |      |      |      |      |      |      |      |

## Geschichte
Der Ortsname wird im 16. Jahrhundert erstmals als Cuennoz erwähnt und geht wahrscheinlich auf den germanischen Namen Kuno zurück. Zu dieser Zeit gehörte Cohennoz zur Pfarrei Héry-sur-Ugine auf der gegenüberliegenden Seite des Arly-Tals. Im Jahr 1766 erlangte Cohennoz den Status einer eigenständigen Gemeinde mit der Begründung, dass der Weg zur Pfarrkirche von Héry zu weit und beschwerlich war. Daraufhin begann 1781 der Bau einer eigenen Pfarrkirche, für die St. Peter ad Vincula als Patrozinium gewählt wurde. Die Eigenständigkeit als politische Gemeinde wurde während der Französischen Revolution aufrechterhalten. Bedingt durch seine im Vergleich mit anderen Gemeinden besonders unzugängliche Lage erhielt Cohennoz erst 1929 Zugang zur Elektrizitätsversorgung. Die ersten Skilifte wurden zusammen mit der Nachbargemeinde Crest-Voland 1951 installiert. 

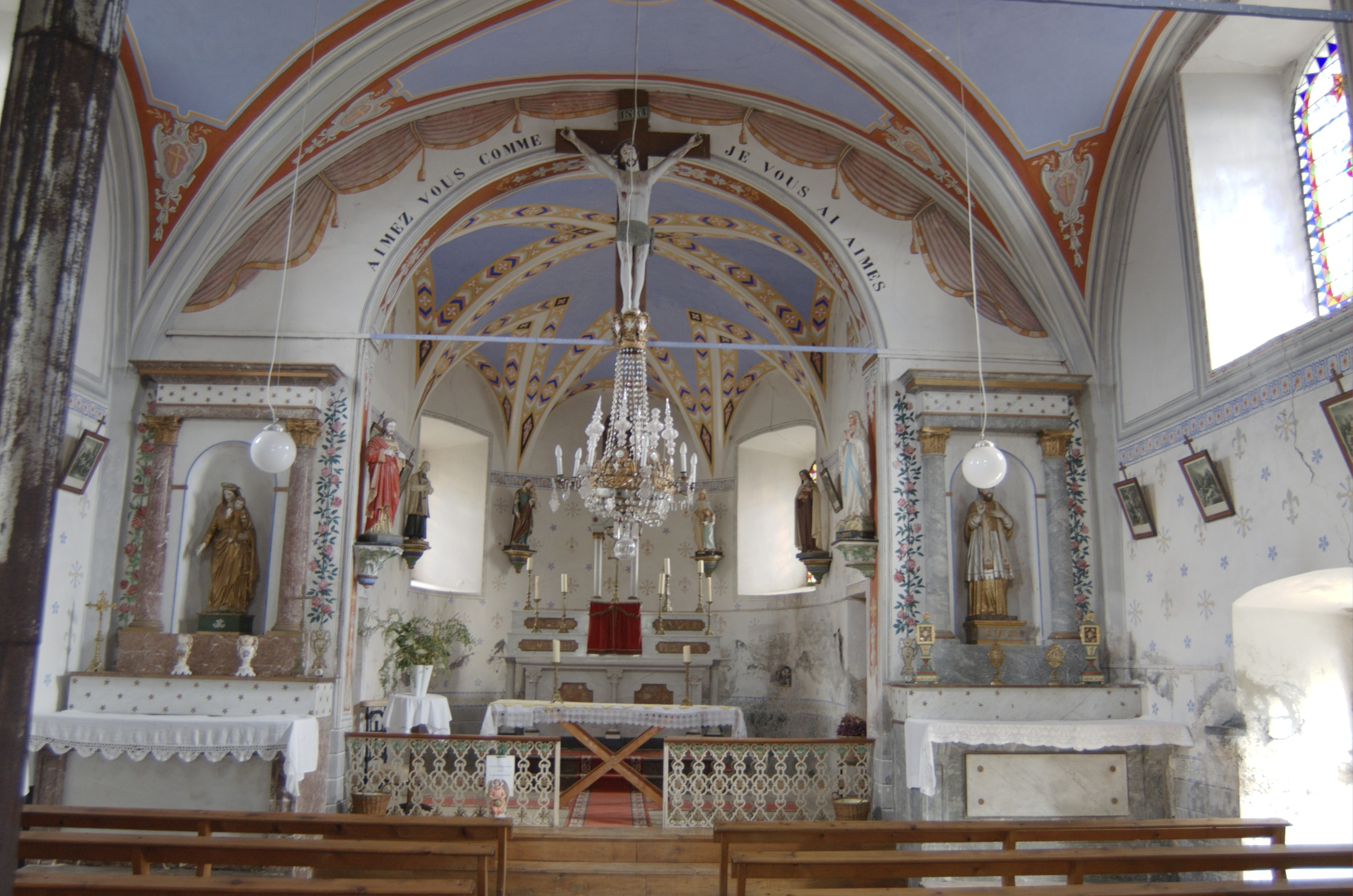
Chor der Pfarrkirche St.-Pierre-aux-Liens in Cohennoz

## Kultur und Sehenswürdigkeiten
Die Hänge oberhalb von Cohennoz sind ein Ziel für Wanderungen und Wintersportler. Die Kirche Saint-Pierre-aux-Liens im Ort stammt aus dem Jahr 1781. Sie ist ein einschiffiges, äußerlich einfach gestaltetes Bauwerk, dessen Inneres im Barockstil verziert ist. Im Ort gibt es außerdem ein Ecomusée, d. h. ein Museum, das das kulturelle Erbe und die Identität des Ortes ganzheitlich präsentiert. Es zeigt Alltagsgegenstände, Abbildungen sowie Vertreter der einheimischen Tier- und Pflanzenwelt.

## Wirtschaft und Infrastruktur
In Cohennoz sind nur wenige Betriebe und öffentliche Einrichtungen aktiv; der für den Tourismus relevante Anteil von Zweit- und Ferienwohnungen ist mit 88 % (Stand 2009) allerdings besonders hoch.

### Verkehr
Das mittlere Arly-Tal liegt abseits der regionalen Hauptverkehrsadern und Eisenbahnlinien. Die D71 erschließt Cohennoz und verbindet es mit den Nachbargemeinden Ugine und Crest-Voland, wobei die Straße mehrere hundert Meter oberhalb des Flusses parallel zum Tal entlangläuft. Am Talboden unterhalb des Dorfes verläuft die D1212 (ursprünglich Nationalstraße 212), die das Arve-Tal über Megève im Norden mit dem Isère-Tal und Albertville im Süden verbindet und in Ugine sowie Crest-Voland mit der D71 verbunden ist.
Die nächstmöglichen Autobahnanschlüsse sind die A430 (Ausfahrt Albertville, 21 km entfernt) und die A40 (Ausfahrten Nr. 20 bis 22, rund 35 km entfernt). Der SNCF-Bahnhof Albertville ist geeignet, um Cohennoz (Cernix) mittels einer Busverbindung zu erreichen. Als Flughäfen in der Region kommen Genf (89 km), Chambéry-Savoie (80 km) sowie Lyon-St-Exupéry (150 km) in Frage.